# ملعب نادي الفجيرة
ملعب نادي الفجيرة هو ملعب متعدد الاستخدامات يقع في الفجيرة، الإمارات العربية المتحدة. يستخدم في الغالب لمباريات كرة القدم وهو الملعب الرئيسي لنادي الفجيرة. يتسع الملعب لـ 10645 شخصًا.